# Réseau des professionnels de la presse en ligne de Côte d'Ivoire
Le Réseau des professionnels de la presse en ligne de Côte d'Ivoire (REPPRELCI), est une association fondée le 2 septembre 2006 à Abidjan et regroupant les acteurs participant à la production de l’information en ligne en Côte d'Ivoire. Les membres du REPPRELCI sont des journalistes, des photographes, des correcteurs, des commerciaux et des techniciens. Le REPPRELCI a son siège à Abidjan, capitale économique de la Côte d’Ivoire.
Le REPPRELCI est dirigé par Barthélemy Kouame, journaliste à la rédaction Internet de Fraternité Matin.
Le REPPRELCI s'est fixé comme a pour mission principale « la promotion et le développement de la presse en ligne et des métiers s'y rattachant en Côte d'Ivoire : faciliter l’accès aux informations et leur publication en ligne, inciter à la lecture des journaux en ligne et inciter à la publicité en ligne sur les sites d’information. Le REPPRELCI se donne aussi pour mission d'organiser et de contribuer à réglementer la presse en ligne en Côte d'Ivoire, tout en soutenant la liberté de la presse.»
Le REPPRELCI vise par ailleurs à apporter un appui à chacun de ses membres, dans le cadre de leurs professions respectives et dans la mesure de ses moyens.